# Juan Daract
Juan Daract (San Luis, 1862-San Luis, 14 de abril de 1919) fue un abogado, político y legislador argentino. Fue gobernador de la provincia de San Luis desde el 18 de agosto de 1913 hasta el 17 de agosto de 1917.
Familiar de los exgobernadores  Mauricio Daract (padre) y Justo Daract (tío), fue el primer gobernador constitucional de la provincia. Su abuelo materno fue el coronel Juan Barbeito. Realizó sus estudios en la Facultad de Derecho de la  Universidad de Córdoba y se radicó en San Luis para dedicarse a la vida pública, continuando con el linaje de su familia, en la que se destacó por su insobornable honradez y por su noble carácter bondadoso y alegre. [cita requerida]
Ocupó numerosos cargos como Juez del Crimen, Miembro del Superior Tribunal de Justicia, Diputado, Ministro provincial. 
Actuó en tres movimientos revolucionarios de importancia: en 1893 actuó al lado del gobernador Jacinto Videla (Abuelo del expresidente de facto Jorge Rafael Videla) derrocado por la revolución producida por Teófilo Saá (Primo de Jacinto Videla) en 1904 formó parte de la autodenominada Revolución Puntana que derrocó al gobernador Jerónimo Rafael Mendoza y en 1907 participó del movimiento que le impidió prestar juramento constitucional al nuevo gobernador Esteban Adaro. Este último episodio le valió el mote de “molineros” a él como a todos sus amigos.
La escuela Nº 410 de El Caldén, departamento Juan Martín de Pueyrredón, lleva su nombre.

## Gobierno
El Dr. Daract realizó esfuerzos para superar las dificultades financieras que entorpecieron y esterilizaron su accionar de gobierno y que estancó el desarrollo productivo de la provincia. Para poder abonar los sueldos atrasados (de gobiernos anteriores) de los administrativos, Jueces y maestros emitió bonos de Deuda Interna, además se produjo un grave desorden en la contabilidad de la Provincia por las influencias para conseguir adelantos de sueldos y pagos. No pudo realizar ninguna obra pública de importancia en la Provincia, pero él y los legisladores nacionales consiguieron algunas obras de parte del gobierno nacional con lo cual pudo paliar la desocupación y proporcionó ciertos beneficios a la provincia, como: el puente sobre el Río Quinto en Villa Mercedes, los caminos a Santa Rosa del Conlara y la instalación de la Escuela Normal de Adaptación Regional Sarmiento de San Francisco del Monte de Oro. [cita requerida]Por otra parte, se preocupó porque la educación primaria gratuita y obligatoria comprendiera a todos los niños, para lo que se crearon nuevas escuelas en la capital y en el interior de la provincia. 
Fue acusado de electoralista que se traducía en persecuciones y presiones políticas para mantenerse en el poder, de las que se defendió con mucha vehemencia; pero, al finalizar su periodo se produjo un conato revolucionario, inspirado desde Buenos Aires, que requería la intervención para concluir un régimen de gobierno envuelto en el peor de los desprestigios, lo que quedó comprobado en el desastre electoral de renovación de poderes provinciales.